# Shigekazu Nakamura
Shigekazu Nakamura (中村 重和 Nakamura Shigekazu?), född 30 juli 1958 i Nagasaki prefektur, är en japansk före detta fotbollsspelare och tränare.
Nakamura började sin karriär 1981 i Mazda. Han avslutade karriären 1991.
Nakamura har efter den aktiva karriären verkat som tränare och har tränat J2 League-klubbar, Avispa Fukuoka.